# Giovanni Battista Berghinz
Giovanni Battista Berghinz, nome di battaglia "Barni" (Montecatini Terme, 8 febbraio 1918 – Trieste, 12 agosto 1944), è stato un ufficiale e partigiano italiano, decorato di Medaglia d'oro al valor militare alla memoria nel corso della Seconda Guerra Mondiale.

## Biografia

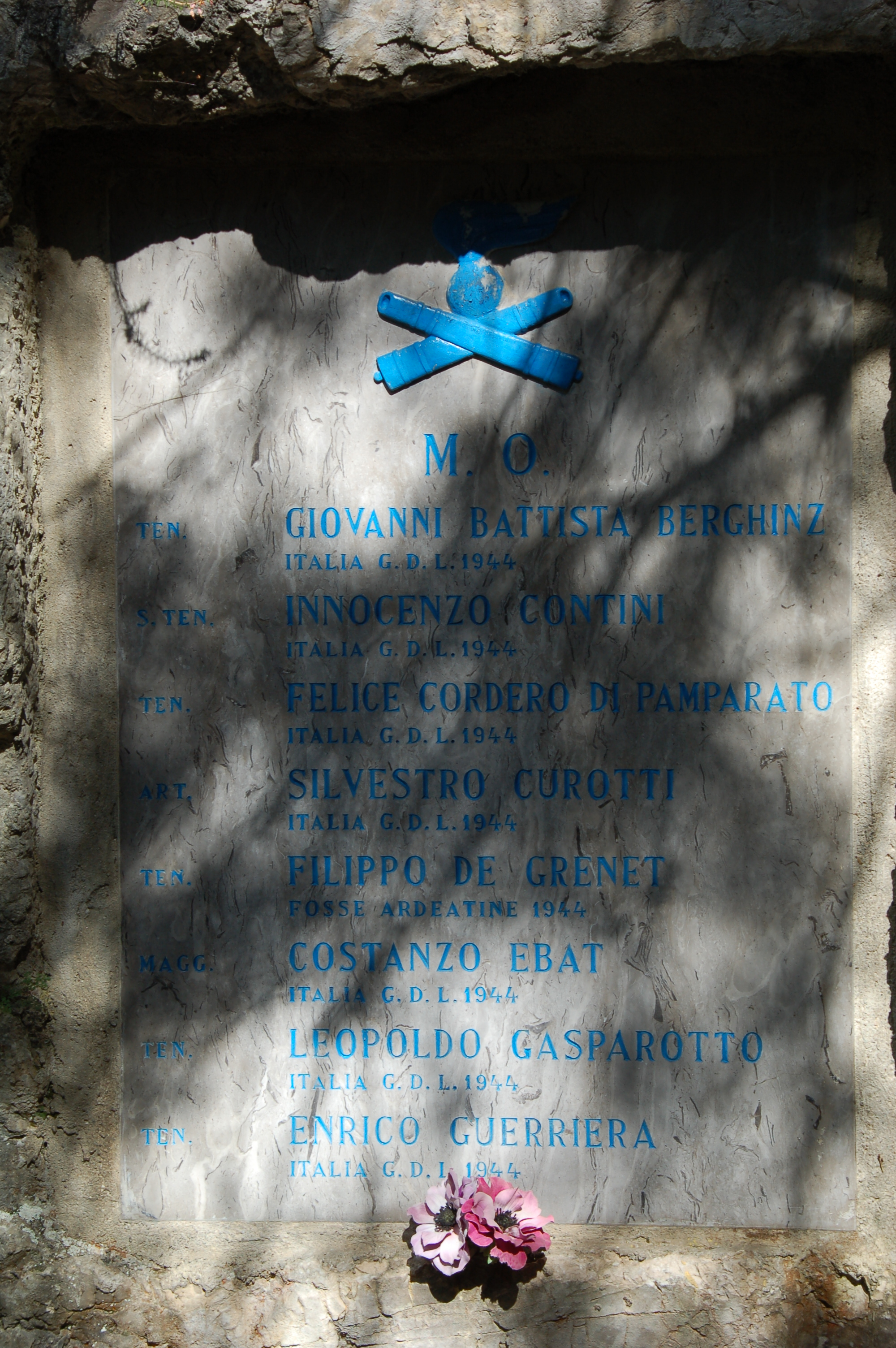
Lapide commemorativa sulla Strada degli Artiglieri a Rovereto, 2011

Berghinz nacque a Montecatini da Raffaello e Maria Cristina Piani, friulani: lei, incinta, era fuggita dal Friuli in seguito alla rotta di Caporetto.
Dopo aver conseguito la maturità classica, fu ammesso nel marzo 1936 alla Scuola allievi ufficiali di complemento di artiglieria di Lucca e, il 1º ottobre 1937, fu nominato sottotenente e assegnato al 1º Reggimento artiglieria della divisione Celere. Dal luglio 1938 all’ottobre 1939, come volontario, fu in Africa Orientale Italiana nella 3ª compagnia cannonieri dell’Amara.
Rientrato in Italia, e trasferito nei ruoli del servizio permanente effettivo in seguito a concorso, il 31 luglio 1940 fu nominato sottotenente in s.p.e. e successivamente frequentò il 4º corso di osservazione aerea a Cerveteri, conseguendo il relativo brevetto. Nominato osservatore il 30 giugno 1941 nella 121ª Squadriglia Osservazione Aerea mobilitata, un mese dopo passò alla 136ª Squadriglia Osservazione Aerea e infine, dall’ottobre 1942, fu assegnato al 64º Gruppo Osservazione Aerea in Africa settentrionale.
Nel febbraio 1943 fu inviato in Francia, dove all’armistizio dell’8 settembre 1943 rifiutò di collaborare con le autorità tedesche. Si sottrasse alla cattura da parte della Gestapo, riuscendo a rientrare clandestinamente in Italia e a raggiungere Udine, dove dal 1º novembre si unì alla lotta partigiana, entrando nella Brigata "Osoppo-Friuli" con il nome di battaglia “Barni”.
Nel marzo 1944 conseguì la laurea in giurisprudenza presso l’Università di Bologna. Il 28 luglio 1944, in seguito a diverse segnalazioni alla polizia nazista, che tentò di sorprenderlo nel sonno nella sua abitazione al civico 2 di via Giosuè Carducci a Udine, fu catturato dopo una fuga sui tetti e imprigionato dal Sicherheitsdienst. Sottoposto a violente sevizie nella sede del SD in via Cairoli, fu poi trasferito nel carcere del Coroneo di Trieste, dove fu torturato a lungo, anche da Odilo Globočnik in persona, fino a ridurlo quasi cieco e in fin di vita.
Il 12 agosto fu prelevato da una “macchina nera” delle Schutzstaffel, condotto nella Risiera di San Sabba, ulteriormente torturato e infine fucilato. Il suo corpo venne poi cremato nel forno crematorio della Risiera o gettato in mare.
È stato decorato con la Medaglia d’oro al valor militare alla memoria.
In sua memoria sono stati intitolati:
- una caserma a Udine;
- una via a Montecatini Terme;
- un’aula del Liceo classico Jacopo Stellini di Udine;
- un’aula della scuola alberghiera di Montecatini Terme;
- il gruppo di Udine dell’Associazione Nazionale Ufficiali Provenienti dal Servizio Attivo.

## Onorificenze
- Pietra d'inciampo in Udine